# Torpes (Heiliger)

Der Heilige Torpes im Wappen von Saint-Tropez

Torpes von Pisa (lat.: Torpetius, Tropesius; frz.: Saint Torpès, Saint Tropez; ital.: Torpete, Torpes, Torpè) († um 66 in San Piero a Grado, heute Ortsteil von Pisa) war der Legende nach ein früher christlicher Märtyrer und wird als Heiliger verehrt. Er ist Namensgeber der südfranzösischen Stadt Saint-Tropez.

## Legende
Die Legende des Torpes führt die Gründung der Christengemeinde von Pisa unmittelbar auf den Apostel Petrus zurück. Dieser sei auf seiner Reise von Antiochia nach Rom an der Mündung des Arno gestrandet. Dort, in Pisa, soll Torpes, dessen vollständiger Name Caius Silvius Torpetius gelautet habe, als Beamter des Kaisers Nero tätig gewesen sein. Als der Kaiser während einer Zeremonie für die Göttin Diana erklärt, diese habe das Universum geschaffen, soll Torpes öffentlich seinen Glauben an den christlichen Gott bekannt haben. Von einem Antonius, der als Eremit in den Bergen zwischen Pisa und Lucca gelebt habe, habe sich Torpes taufen lassen. Vor der Rückkehr Neros nach Rom habe dieser angeordnet, Torpes zu foltern und hinzurichten, worauf Torpes, nicht willens, zu widerrufen, im nahe gelegenen San Piero a Grado enthauptet worden sei. Neros Berater Evellius soll hiervon so beeindruckt gewesen sein, dass er ebenfalls zum Christentum übergetreten und das Martyrium auf sich genommen habe.

## Reliquien
Der Leichnam des Heiligen soll dann mit einem Hund und einem Hahn auf einer morschen Barke ausgesetzt worden sein, die den Arno hinab in das Tyrrhenische Meer trieb. Zu seinem weiteren Verbleib gibt es unterschiedliche Versionen:
- Er soll in Spanien, ohne dass der Hund oder der Hahn ihn angerührt hätten, im Hafen von „Portus Sinus“ angespült worden und von einer „Senatorin“ Celerina entdeckt, ehrenvoll bestattet und mit dem Bau einer Kirche geehrt worden sein. Die örtliche Legende gibt als Fundort den Strand Praia de São Torpes bei Sines an.[1]
- Die provenzalische Tradition geht davon aus, dass Torpes beim späteren Saint-Tropez angespült worden sei. Hier ist sein Kult seit 1056 nachweisbar.
- Die Tradition aus Torpes' Heimatstadt Pisa wiederum berichtet, das Haupt des Märtyrers sei von Engeln geborgen und dem Bischof der Stadt (wo Bischöfe allerdings erst rund drei Jahrhunderte später nachweisbar sind) übergeben worden. Einem Translationsbericht aus dem 13. Jh. zufolge sei die Reliquie dann im Kloster San Rossore (das 1085 gegründet wurde) aufbewahrt worden. Dieses wurde 1272 von Erzbischof Federico Visconti aufgelöst und die Mönche dem Humiliatenorden angeschlossen, woraufhin der Erzbischof die Kirche dieses Ordens renovieren und dem Heiligen Torpes widmen ließ.

## Kult
Der 29. April wurde im Jahre 1284 zum Gedenktag des Heiligen erklärt und von Saint-Tropez aus startet jährlich an diesem Datum ein Pilgerzug nach Pisa. Torpes ist Patron der Städte Pisa, Saint-Tropez und Fréjus. Er wird von Ammen bei versiegender Milch und von Seefahrern angerufen. Die Stadt Pisa schreibt seinem Wirken das Ende der Pest des Jahres 1633 zu.